# 913
913 (CMXIII) je bilo navadno leto, ki se je po julijanskem koledarju začelo na petek.

## Dogodki
- Bolgari pod vodstvom Simeona vdrejo v Trakijo in Makedonijo.

## Smrti
- 6. junij - Aleksander, bizantinski cesar (* 870)

Neznan datum
- Ibn Hordadbeh, perzijski geograf (* 820 ali 825)